# هولي ليسلي
هولي ليسلي (بالإنجليزية: Holly Lisle)‏ (1 أكتوبر 1960، ساليم في الولايات المتحدة)؛ كاتِبة وروائية أمريكية.